# 3706 Sinnott
A 3706 Sinnott (ideiglenes jelöléssel 1984 SE3) a Naprendszer kisbolygóövében található aszteroida. Brian A. Skiff fedezte fel 1984. szeptember 28-án.